# 松平忠房 (島原藩主)
松平 忠房（まつだいら ただふさ）は、江戸時代前期の大名。三河国吉田藩の第2代藩主。のち三河刈谷藩主、丹波国福知山藩主を経て、肥前国島原藩の初代藩主となる。「家忠日記」で有名な松平家忠の嫡孫。深溝松平家6代当主。

## 生涯
元和5年（1619年）2月12日、吉田藩初代藩主・松平忠利の長男として吉田城で誕生。寛永9年（1632年）に父が死去したため家督を継いだが、8月12日に三河刈谷に移封された。12月に従五位下・主殿頭に叙位・任官する。慶安2年（1649年）2月18日、丹波天田郡・何鹿郡などに1万5000石を加増されて4万5000石で丹波福知山に加増移封された。寛文6年（1666年）には丹後国宮津藩3代藩主・京極高国改易による宮津城受け取り役を務めた。
寛文9年（1669年）6月8日、2万3000石を加増されて6万5900石の上で肥前島原に加増移封された。島原藩では藩政確立のために積極的な藩政改革を行ない、諸行政機関の設置を始め、寛文11年（1671年）に宗門改めを行なって寺社政策に尽力し、延宝7年（1679年）には検地を行なって検見制を税率として定める一方で、減税政策なども行なって農民経営の安定化に努めた。また文学を奨励し、忠房自身も多くの書物を収集して、現在ではそれらの書物が松平文庫として所蔵されており、自らも「尚舎源忠房」という蔵書印を用いている。
寛文12年（1672年）7月には天草郡1300石を預かり地として与えられたが、これは忠房に長崎奉行の監督並びに長崎警備・西国大名の監視を命じるものでもあった。このように幕府から重用された忠房は、天和3年（1683年）12月に従四位下に昇叙されている。

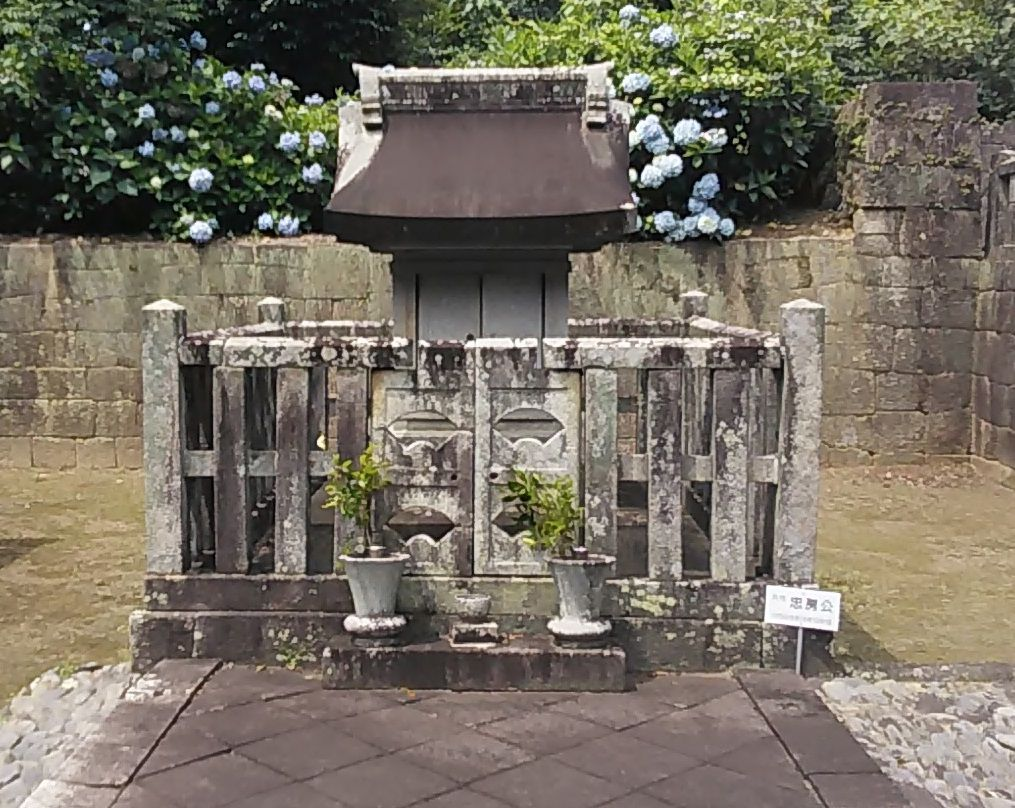
松平忠房の墓(幸田町本光寺)

しかし忠房の長男・好房は早世し、次男・忠倫は暗愚なため廃嫡と後継者に恵まれず、養子に松平伊行の次男・忠雄を迎え、元禄11年（1698年）4月18日に家督を譲って隠居した。元禄13年（1700年）10月1日に死去した。享年82。

## 系譜
父母
- 松平忠利（父）
- 松平家清の娘（母）

正室
- 永春院殿 ー 鍋島勝茂の娘

側室
- 石丸定次の娘

子女
- 松平好房（長男）
- 松平忠倫（次男）

養子
- 松平忠雄 ー 松平伊行の次男

## 松平記写本
豊橋市図書館蔵書の『松平記』忠房写本が、令和5年（2023年）現在最古の写本であることが判明し、その記述にも他の写本とは大きく違う部分があり、徳川家康以前の松平家の歴史についての解明が進むのではないかと期待されている。この写本では忠房が自己の系図と組み合わせて検討したと見られる記述や、大久保忠教の三河物語を参考にして比較検討したと思われる記述もある。